# East Hampton (Connecticut)
East Hampton è un comune di 15.363 abitanti degli Stati Uniti d'America, situato nella Contea di Middlesex nello Stato del Connecticut.